# کورت پترسن
کورت پترسن (انگلیسی: Kurt Pettersén؛ ۲۱ ژوئن ۱۹۱۶ – ۱۵ نوامبر ۱۹۵۷ (۴۱ سال)) کشتی‌گیر اهل سوئد بود.
وی در مسابقات کشوری و بین‌المللی در مجموع برندهٔ ۱ مدال طلا، ۳ مدال نقره شده‌است.
وی در بازی‌های المپیک تابستانی ۱۹۴۸ در خروس‌وزن کشتی فرنگی به مدال طلا دست یافت.